# Chantal van den Broek-Blaak
Chantal van den Broek-Blaak   (Rotterdam, 22 d'octubre de 1989)és una ciclista neerlandesa, professional des del 2009 fins al febrer 2025; havia de retirar-se a final de temporada però al trobar-se embarassada va avançar els esdeveniments. Ha guanyat cinc medalles, dues d'elles d'or als Campionats del món en contrarellotge per equips.
El 2017 va guanyar el Campionat del món en ruta disputat a Bergen.

## Palmarès
- 2006
  -  Campiona dels Països Baixos en contrarellotge júnior
  -  Campiona dels Països Baixos en persecució júnior
- 2007
  -  Campiona dels Països Baixos en contrarellotge júnior
- 2009
  -  Campiona d'Europa sub-23 en ruta
  - 1a a la Kasseien Omloop Exloo
  - 1a a la Parel van de Veluwe
- 2010
  - 1a a l'Acht van Chaam
- 2011
  - 1a a la Fletxa d'Erondegem
  - Vencedora d'una etapa a la Ster Zeeuwsche Eilanden
- 2014
  -  Campiona del món en contrarellotge per equips
  - 1a a la Drentse 8 van Dwingeloo
  - Vencedora d'una etapa a l'Energiewacht Tour
  - 1a a l'Open de Suède Vårgårda
  - 1a a l'Open de Suède Vårgårda TTT
- 2015
  - 1a a Le Samyn des Dames
  - Vencedora d'una etapa a l'Emakumeen Euskal Bira
- 2016
  -  Campiona del món en contrarellotge per equips
  - 1a a Le Samyn des Dames
  - 1a a l'Univé Tour de Drenthe
  - 1a a la Gant-Wevelgem
  - 1a al Boels Ladies Tour
  - 1a a l'Open de Suède Vårgårda TTT
  - Vencedora d'una etapa a l'Energiewacht Tour
- 2017
  -  Campiona del món en ruta
  -  Campiona dels Països Baixos en ruta
  - 1a a l'Open de Suède Vårgårda TTT
  - Vencedora d'una etapa al Healthy Ageing Tour
- 2018
  -  Campiona dels Països Baixos en ruta
  - 1r a l'Amstel Gold Race
  - Vencedora de 2 etapes al Healthy Ageing Tour
  - Vencedora d'una etapa al Boels Ladies Tour
- 2019
  - 1a a la Omloop Het Nieuwsblad
- 2020
  - 1a a la Le Samyn des Dames
  - 1a al Tour de Flandes
- 2021
  - 1a a la Simac Ladies Tour
  - 1a a la Strade Bianche femenina
  - 1a a la Dwars door het Hageland
  - 1a a la Drentse Acht van Westerveld
- 2024
  -  Campiona dels Països Baixos en ruta

### Resultats a les Grans Voltes

#### Giro d'Itàlia
- 2010: 62a
- 2011: 43a
- 2013: no surt a la 6a etapa
- 2014: 38a
- 2015: 49a
- 2017: 40a
- 2018: 50a
- 2019: abandonament (7a etapa)
- 2020: 18a
- 2021: abandonament (10a etapa)
- 2024: abandonament (7a etapa)

#### Tour de França
- 2022: 49a